# 佐藤ちあき
佐藤 ちあき（さとう ちあき、1979年11月22日 - ）は、日本の少女小説家。
千葉大学文学部史学科4学年在学中に、『花雪小雪』で2001年ロマン大賞佳作を受賞し、コバルト文庫（集英社）でデビューする。
旅行好きで、特にモンゴルには定住したい、と発言している。

## 作品リスト
- 花雪小雪 -裸足の舞姫-（挿絵：基 たつき）
- ワイルド・カード 憂鬱な怪盗たち（挿絵：伊沢 嘉仁）
- ワイルド・カード（挿絵：伊沢 嘉仁）